# Liste der Kulturdenkmäler in Ramsen (Pfalz)
In der Liste der Kulturdenkmäler in Ramsen sind alle Kulturdenkmäler der rheinland-pfälzischen Ortsgemeinde Ramsen aufgeführt. Grundlage ist die Denkmalliste des Landes Rheinland-Pfalz (Stand: 27. November 2018).

## Denkmalzonen
| Bezeichnung            | Lage                                       | Baujahr | Beschreibung | Bild            |
| ---------------------- | ------------------------------------------ | ------- | --- | --------------- |
| Denkmalzone Klosterhof | Klosterhof 1–10, Klosterstraße 19, 20 Lage |         | ehemaliger Klosterbezirk der 1146 gegründeten Benediktinerinnenabtei; geschlossene, ortsbildprägende Gesamtanlage mit evangelischer Kirche, Wohn- und Schulhäusern, Forstamt (ehemaligem Priorat?), teilweise noch mit spätgotischen Resten | Fotos hochladen |

## Einzeldenkmäler
| Bezeichnung                               | Lage                                                   | Baujahr                         | Beschreibung | Bild                           |
| ----------------------------------------- | ------------------------------------------------------ | ------------------------------- | --- | ------------------------------ |
| Relief                                    | Bahnhofstraße ohne Nummer Lage                         | 12. Jahrhundert                 | romanisches Rotsandsteinrelief, wohl aus dem 12. Jahrhundert, möglicherweise aber auch römisch (4. Jahrhundert)                                                                                                 | Fotos hochladen                |
| Kriegerdenkmal                            | Hauptstraße Lage                                       | 1904                            | Kriegerdenkmal 1870/71; adlerbekrönter Obelisk, bezeichnet 1904 | BW                             |
| Protestantische Pfarrkirche               | Klosterhof 5 Lage                                      | 1907                            | späthistoristischer Rotsandsteinquader-Saalbau, 1907, Architekt Franz Schöberl, Speyer; mit Ausstattung; ortsbildprägend                                                                                        | weitere Bilder Fotos hochladen |
| Forstamt                                  | Klosterhof 6 Lage                                      | 15. oder frühes 16. Jahrhundert | Putzbau mit dreigeschossigem Mittelbau, Seitenflügel mit Walmdächern, im Kern wohl spätgotisch, 15. oder frühes 16. Jahrhundert, Umbau 1856/57; Scheune, teilweise Fachwerk, 19. Jahrhundert                    | Fotos hochladen                |
| Muschelnische                             | Klosterhof, an Nr. 9 Lage                              | 18. Jahrhundert                 | spätbarocke Muschelnische, 18. Jahrhundert | BW                             |
| Katholische Pfarrkirche Mariä Himmelfahrt | Klosterstraße 20 Lage                                  | 1911/12                         | dreischiffige Basilika, Heimatstil mit romanischen und barocken Motiven, 1911/12, Architekt Albert Boßlet, Würzburg; mit Ausstattung; landschaftsbildprägend                                                    | weitere Bilder Fotos hochladen |
| Schullandheim                             | Klosterstraße 43 Lage                                  | 1909                            | Schullandheim der Stadt Ludwigshafen; ländlicher Heimatstilbau, teilweise Fachwerk, Mansardwalmdach mit Krüppelwalmen, 1909                                                                                     | Fotos hochladen                |
| Grabstein                                 | Staufener Straße/Friedhofstraße, auf dem Friedhof Lage | 1895                            | Grabstein K. Lehanka († 1895) auf dem im frühen 19. Jahrhundert angelegten, mehrmals erweiterten Friedhof | BW                             |
| Hofgut Walzwerk                           | östlich von Ramsen an der L 395 Lage                   | 1831                            | ehemaliges Rundeisenwalzwerk, 1831, Architekt Friedrich von Gienanth: Walzgebäude (klassizistischer Sandsteinquaderbau mit Walmdach), Kleinhammergebäude, Verwalterbau, Lagerhaus, Schmiede und Materialgebäude | BW                             |
| Puppenhaus                                | am Eiswoog, im Landgasthof Forelle Lage                | 1883–85                         | gründerzeitliches Puppenhaus: zweiflügelige, teilweise verglaste Holzkonstruktion, 1883–85 von Modellschreiner Carl Philipp Lemaire, Eisenberg                                                                  | BW                             |